# 3614 Jackson Highway
3614 Jackson Highway je šesti samostalni studijski album američke pjevačice Cher koji je 20. lipnja 1969. izdala izdavačka kuća ATCO Records. Album je bio potpuni komercijalni neuspjeh te je promašio većinu svjetskih top ljestvica. 3614 Jackson Highway je bila adresa glazbenog snimateljskog studija u kojem je album nastao, pod nazivom Muscle Shoals Sound Studios. Album se u potpunosti sastoji od obrada više i manje poznatih pjesama tog razdoblja. 

## Informacije o albumu
3614 Jackson Highway je izdan u ljeto 1969. godine te je ujedno bio i jedini projekt koji je Cher izdala za izdavačku kuću ATCO Records. Producenti albuma su Jerry Wexler, Tom Dowd i Arif Mardin. Na naslovnoj fotografiji albuma se nalazi Cher s glazbenicima koji su sudjelovali u nastajanju albuma. Oni su: prednji red, lijevo na desno: gitarist Eddie Hinton, basist David Hood, Sonny Bono, Cher, producent Jerry Wexler, prateći vokal Jeannie Greene, prateći vokal Donna Jean Godchaux rođena, Thatcher i producent Tom Dowd. Stražnji red, lijevo na desno: glavni gitarist Jimmy Johnson, producent Arif Mardin, bubnjar Roger Hawkins i klavijaturist Barry Beckett. Nedostaju prateći vokali Mary Holiday i Sue Pilkington.
Ovaj album je sa sigurnošću najambiciozniji projekt Cher (barem u 60-im godinama) te je bio stvaran sa željom da oživi uspjeh kakav je Cher imala prethodnih godina. Cher kao samostalni izvođač, te Sonny i Cher kao duo su od 1968. – 1970. prolazili kroz profesionalnu krizu jer se svjetska pop kultura rapidno razvijala a oni su sa svojim prvobitnim idejama i stilom ostali "na mjestu". Pop glazba se razvijala u žešćem, progresivnijem stilu protestirajući protiv Vijetnamskog rata a tu se Sonny i Cher nisu uklapali. Njihovi albumi se više nisu prodavali i bili su primorani prihvatiti ponudu da pjevaju po noćnim klubovima na što je publika prvotno negativno reagirala.
Iako je publika zanemarila ovaj album kritika je bila i više nego oduševljena. Ocijenili su album kao najbolji album koji je Cher dotada izdala. Iznenađenje na albumu je bio njen vokal koji je sazrijevao i postajao sve snažniji te pokazivao vidljivu raznolikost, pogotovo uspoređujući njen rad s prijašnjih albuma. Drugo iznenađenje na albumu su bila sofisticirana instrumentalizacija i aranžmani koji su albumu dali rock naglasak a Cher etablirali kao izvrsnog interpreta tuđih pjesama. 
1968. i 1969. godine Cher je snimila desetak pjesama koji su trebale biti izdane na novom albumu 1970. godine. Iz nepoznatih razloga album je otkazan te pet pjesama biva izdano kao singlice. Ostalih pet je ostalo neobjavljeno do 2001. godine kada Rhino Records izdaje ograničeno izdanje (samo 4500 kopija) albuma 3614 Jackson Highway sa svim pjesmama otkazanog albuma kao bonus pjesme. 
Popis pjesama:
Strana A
1. "For What It's Worth" (Stephen Stills) 2:22
2. "(Just Enough to Keep Me) Hangin' On" (Buddy Mize, Ira Allen) 3:18
3. "(Sittin' On) The Dock of the Bay" (Steve Cropper, Otis Redding) 2:41
4. "Tonight I'll Be Staying Here With You" (Bob Dylan) 3:08
5. "I Threw It All Away" (Bob Dylan) 2:49
6. "I Walk on Guilded Splinters" (Dr. John Creaux) 2:32

Strana B
1. "Lay Baby Lay" (Bob Dylan) 3:36
2. "Please Don't Tell Me" (Carroll W. Quillen, Grady Smith) 3:36
3. "Cry Like a Baby" (Spooner Oldham, Dan Penn) 2:46
4. "Do Right Woman, Do Right Man" (Chips Moman, Dan Penn) 2:46
5. "Save the Children" (Eddie Hinton) 2:54

CD reizdanje 2001. godine:
1. "Easy to Be Hard" (Galt MacDermot, James Rado, Gerome Ragni	) 3:44
2. "I Believe" (Ervin Drake, Irwin Graham, Jimmy Shirl, Al Stillman) 3:55
3. "Danny Boy" (Frederick Weatherly) 5:20
4. "Momma Look Sharp" (Sherman Edwards) 3:33
5. "It Gets Me Where I Want to Go" (Gabriel Lapano, Lance Wakely) 3:10
6. "You've Made Me So Very Happy" (Brenda Holloway, Patrice Holloway, Frank Wilson, Berry Gordy) 2:43
7. "Yours Until Tomorrow" (Gerry Goffin, Carole King) 2:51
8. "The Thought of Loving You" (David White) 2:24
9. "The First Time" (Sonny Bono) 3:24
10. "Chastity's Song (Band of Thieves)" (Elyse J. Weinberg) 3:08
11. "Chastity's Song (Band of Thieves)" (Stereo album version)	(Elyse J. Weinberg) 3:05
12. "Superstar" (Bonnie Bramlett, Delaney Bramlett, Leon Russell) 3:07

## Produkcija
- glavni vokal: Cher
- producent: Jerry Wexler
- producent: Tom Dowd
- producent: Arif Mardin
- producent: Stan Vincent
- asistent aranžmana: Greg Poree
- fotografija: Stephen Paley
- umjetničko usmjerenje: Bryan Lasley
- umjetničko usmjerenje: Patrick Pending